# Hans Perrier
Hans Perrier (16 giugno 1936 – 27 marzo 2022) è stato un cestista e allenatore di pallacanestro olandese.

## Carriera
Con i Paesi Bassi ha disputato i Campionati europei del 1961.